# روجر هيكس
روجر هيكس (بالإنجليزية: Roger Hicks)‏ هو مصور بريطاني، ولد في 1950.